# Arnoweg
Der Arnoweg ist ein Weit- und Rundwanderweg und umrundet das Bundesland Salzburg. Start- und Zielpunkt ist die Festung Hohensalzburg in Salzburg, Österreich. In seiner längstmöglichen Variante ist er 1.200 Kilometer lang.

## Geschichte
Der Arnoweg ist anlässlich des 1200-Jahre-Jubiläums des Erzbistums Salzburg entstanden. Er ist dem Erzbischof Arno von Salzburg († 821) gewidmet, welcher 798 auf Weisung von Karl dem Großen vom Papst zum Erzbischof ernannt wurde.

## Verlauf
Der Arnoweg ist in 8 Abschnitte aufgeteilt: Die Kalkberge West von Salzburg bis nach Saalfelden, die Pinzgauer Grasberge von Saalfelden nach Krimml, die Keesberge von Krimml bis nach Bad Gastein, die Gras- und Nockberge von Bad Gastein bis Tamsweg, die Niederen Tauern von Tamsweg bis Radstadt, die Kalkberge Ost von Radstadt nach Abtenau, die Voralpen von Abtenau nach Irrsdorf und das Alpenvorland von Irrsdorf wieder zurück zum Ausgangspunkt nach Salzburg.